# 기어맨
기어맨(Gearman)은 여러 대의 컴퓨터에 적절한 컴퓨터 태스크를 분산시켜서 큰 태스크들이 더 빠르게 완료될 수 있도록 설계된 오픈 소스 애플리케이션 프레임워크이다. 일부의 경우 순수 속도보다 로드 밸런싱이 주 목적일 수 있다. 예를 들어 웹 서버는 기어맨을 사용하여 다른 컴퓨터에 최적화되지 않은 태스크를 보낼 수 있다.

## 구현체
- Gearmand, up to version 1.1.12
- Gearmand, from version 1.1.13
- java-gearman-service
- Gearman::Server
- TclGearman